# Mendon (Ohio)
Pour les articles homonymes, voir Mendon (homonymie).
Mendon est un village américain situé dans le comté de Mercer, dans l'Ohio. Selon le recensement de 2010, sa population est de 662 habitants.